# Ремеделло
Ремеделло (итал. Remedello) — коммуна в Италии, располагается в провинции Брешиа области Ломбардия.
Население составляет 2996 человек, плотность населения составляет 143 чел./км². Занимает площадь 21 км². Почтовый индекс — 25010. Телефонный код — 030.
Покровителем коммуны почитается святой Лаврентий. Праздник ежегодно празднуется 10 августа.
По некрополю Ремеделло Сотто, где в 80—90-е годы XIX и начале XX века были раскопаны свыше 100 могил и остатки поселения, названа энеолитическая культура Ремеделло (последняя треть 3-го — начало. 2-го тыс. до н. э.).